# Demon (Jay Park)
Demon è un brano musicale del cantante sudcoreano Jay Park, pubblicato come singolo sul mercato in lingua inglese il 5 settembre 2011 in Corea del Sud, ed il 13 settembre 2011 in tutto il mondo. Demon è stata scritta e prodotta da Teddy Riley, ed inizialmente pensata per lo scomparso Michael Jackson. Il brano è stato incluso nella colonna sonora del film Hype Nation 3D di cui è  protagonista proprio Jay Park. I versi rap del brano sono stati scritti dallo stesso Jay Park.

## Il video
Il video musicale prodotto per Demon è stato filmato nell'agosto 2010 in Corea del Sud. Tuttavia il video è stato pubblicato soltanto il 5 settembre 2011 su YouTube, contemporaneamente all'uscita del singolo. Le coreografie del video sono opera di Andrew Baterina, membro dei SoReal Cru, che aveva già lavorato con Jay Park nel video di Abandoned. Nel video, compare a fianco di Jay Park, Kim Sarang, un'artista dell'etichetta SidusHQ, nei panni del demone che tenta di sedurre il cantante.

## Tracce
Download digitale
1. Demon - 3:09